# Brenno Useria
Brenno Useria (spesso abbreviata in Brenno, nome ufficiale fino al 1863, Brènn in dialetto varesotto) è una frazione del comune di Arcisate, in provincia di Varese. Prima del gennaio 1929 era però un comune autonomo della provincia di Varese, e prima del 1927 della provincia di Como.
Useria è anche il nome di una collina nel territorio della frazione, alta 555 m s.l.m., sulla quale sorge il “Santuario dell'Useria”, dedicato alla Madonna, una delle tre chiese consacrate di Brenno, la cui festa si celebra il Lunedì dell'Angelo. Il santuario fu riedificato nel secolo XVII su un precedente edificio. In cima all'Useria vi è anche una grande croce posta nei primi anni del Novecento chiamata "Crocione".
Le altre due chiese di Brenno sono la chiesa parrocchiale di S.Maria Immacolata e la chiesetta di S.Antonio abate accanto alla parrocchiale dove si celebrano le messe feriali.
Il paese conquistò una certa fama nei primi anni del Novecento quando da una cava (ormai esaurita), chiamata Predera, veniva estratta la cosiddetta "pietra bianca di Brenno", una pietra piuttosto morbida di colore bianco con pochissime impurità o irregolarità, caratteristiche che la resero ideale per la scultura, tanto che veniva paragonata al marmo di Carrara. Gli scalpellini di Brenno si ritagliarono un piccolo angolo di celebrità nella storia e molti emigrarono negli USA. Ora in memoria di quell'epoca rimangono nel paese esempi come targhe commemorative, il monumento ai caduti e le statue nella chiesa.

## Storia
Il nome di Brenno deriva dal celtico "bren" che significa luogo boscoso, quale doveva essere appunto la contrada a quei tempi. Il nome di Useria che fino alla seconda metà dell'800 indicava una località vicina ma diversa, venne unito a quello di Brenno nel 1859, quando la circoscrizione della nuova parrocchia incorporò anche il santuario d'Useria.
Nelle antiche torbiere, tutt'intorno al paese, furono rinvenuti reperti archeologici dell'età della pietra e del bronzo, testimonianza dei primitivi insediamenti umani; la tradizione poi fa di Brenno il capoluogo di tribù celtiche e la zona in cui Caio Mario (156-86 a.C.) stabilì i suoi accampamenti durante la guerra coi Cimbri.
Lo stazionamento dei romani in questa terra è provata da documenti archeologici risalenti ai primi decenni dell'impero.
Brenno è citato come un villaggio popolato da 99 persone nel 1571. Registrato agli atti del 1751 come un borgo di 191 abitanti, nel 1786 Brenno entrò per un quinquennio a far parte dell'effimera Provincia di Varese, per poi cambiare continuamente i riferimenti amministrativi nel 1791, nel 1798 e nel 1799. Alla proclamazione del Regno d'Italia nel 1805 risultava avere 313 abitanti. Dopo una triennale annessione ad Induno, nel 1812 si registrò la prima esperienza di unione con Arcisate a seguito di un regio decreto di Napoleone, ma l'autonomia di Brenno fu poi ripristinata a seguito del ritorno degli austriaci. L'abitato crebbe poi discretamente, tanto che nel 1853 risultò essere popolato da 563 anime, salite a 666 nel 1871. Dopo una leggera crescita demografica nella seconda metà del XIX secolo, la situazione si stabilizzò fino ai 751 residenti del 1921. Fu quindi il fascismo a riproporre nel 1928 l'antico modello napoleonico, stabilendo la definitiva annessione ad Arcisate.

### Il colera agli inizi dell'Ottocento
(Salmo 101)
In via G.B.Grassi è presente una piccola cappella consacrata alla Madonna Addolorata, eretta nel 1837 come voto per le vittime del colera sui resti della cinquecentesca cappella di S. Michele Arcangelo. All'interno della cappella è inciso:
NELLE INDIE ORIENTALI INSORSE

IL MISTERIOSO E MICIDIALE FLAGELLO CHOLERA MORBUS

DOPO IL SERPEGGIO DI XIX ANNI PEL GLOBO TERRAQUEO

RESTO CONFUSO L'UMAN SAPERE NEL FRAPPORSI

NON RIMASE ALTRO CONFORTO CHE UMILIARSI A DIO

GIUNSE A BRENNO CON TERRIBILE ASPETTO NEL SETTEMBRE MDCCCXXXVI

DA COMUNE DEVOZIONE QUESTO A DIO E ALLA B. V. ADDOLORATA ERESSERO

L'ANNO DI CRISTO MDCCCXXXVII

SOPRA ANTICA ED ABBANDONATA CAPPELLETTA.
In paese è attivo più che mai l'Oratorio costruito nel 1912 per volere dell'allora parroco di Brenno don Giuseppe Cappelletti e dedicato, in seguito a lavori di restauro, nel 2020 al Beato Carlo Acutis.

## Società

### Scuole
A Brenno sono presenti una scuola dell'infanzia e una scuola elementare, entrambe facenti parte dell'istituto comprensivo statale di Arcisate.

## Galleria d'immagini

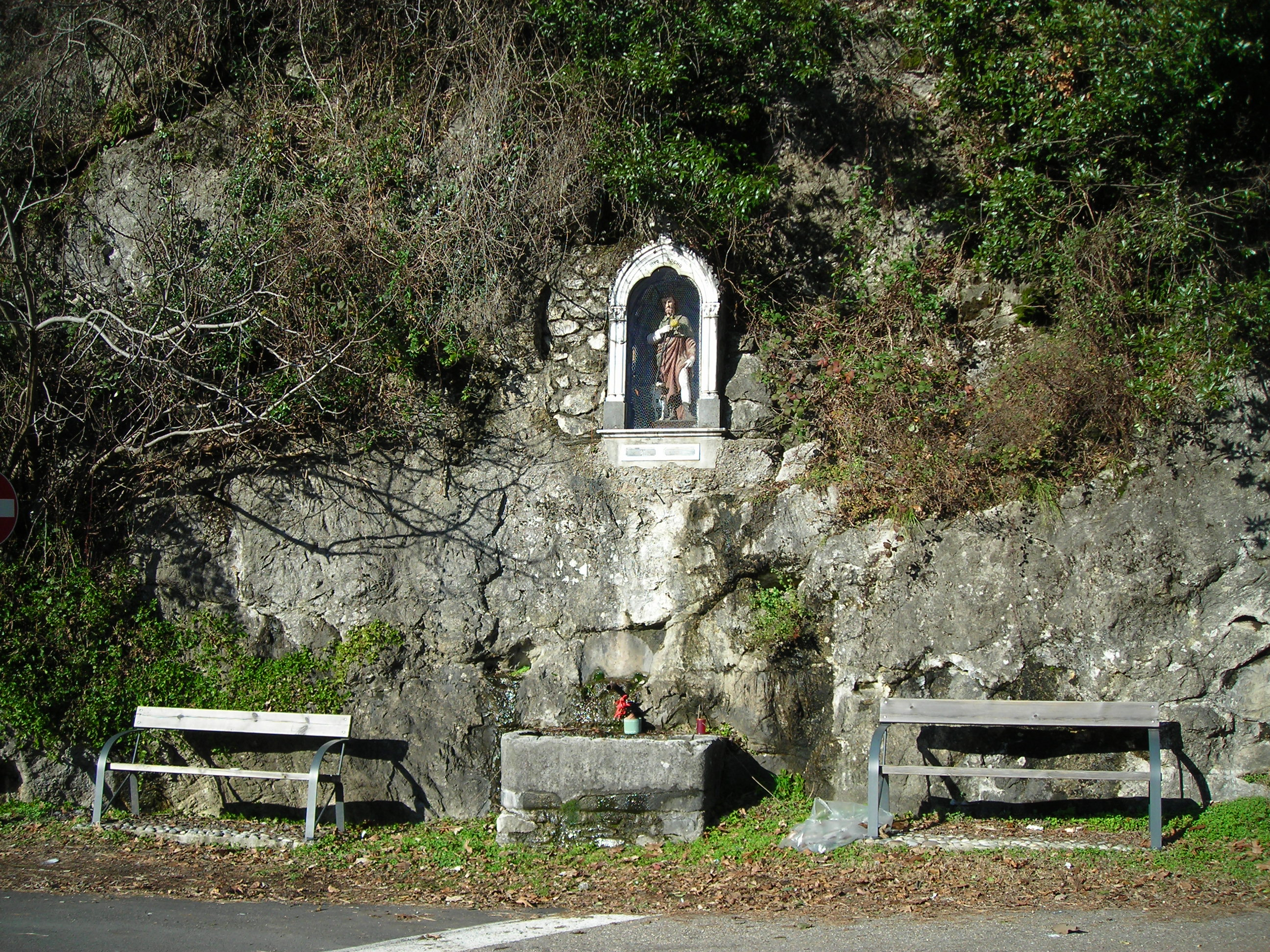
Sorgente dedicata a San Rocco
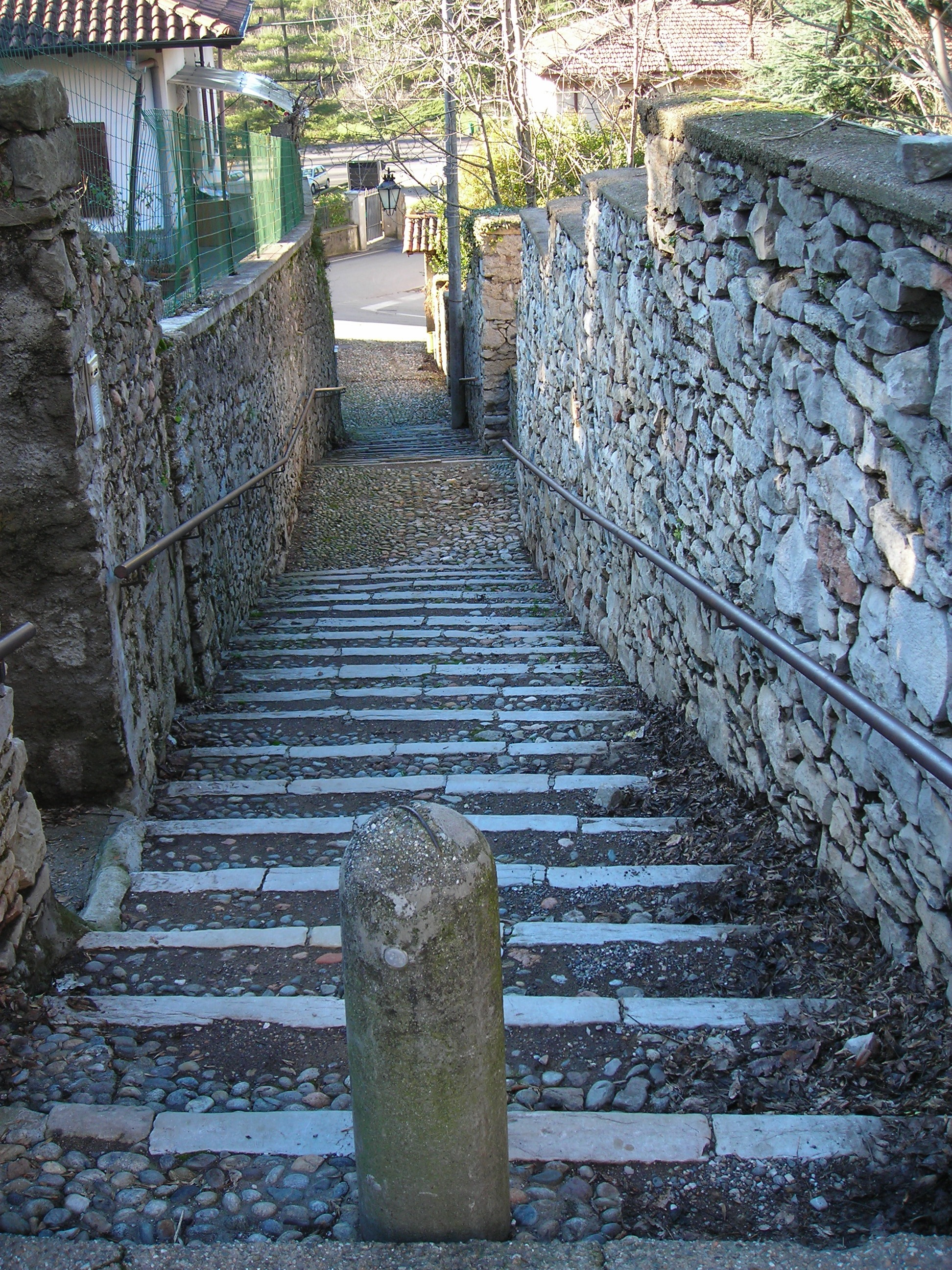
La scaletta del pozzo
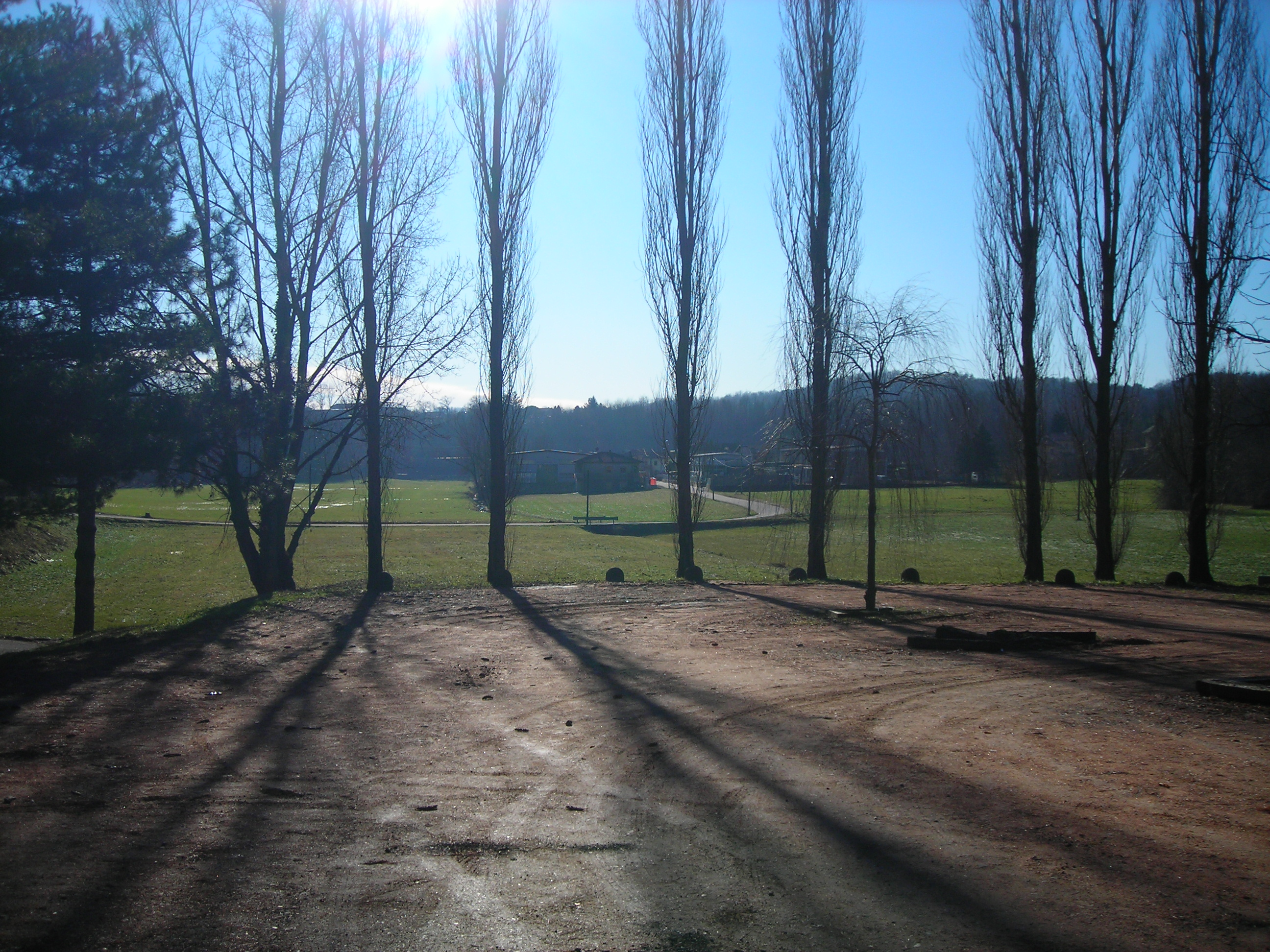
La campagna di Brenno
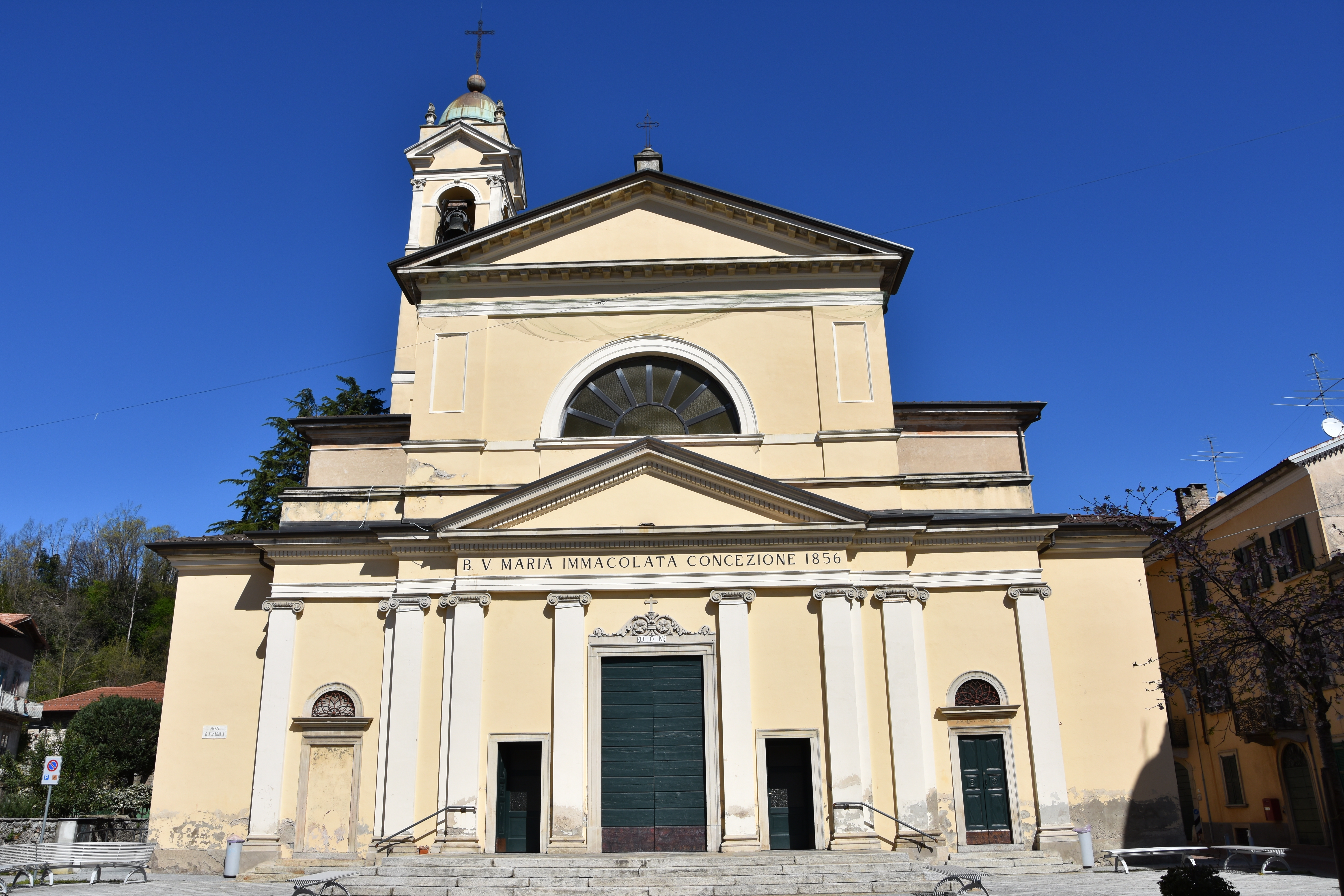
La chiesa parrocchiale dedicata a Santa Maria Immacolata, consacrata l'8 dicembre del 1856
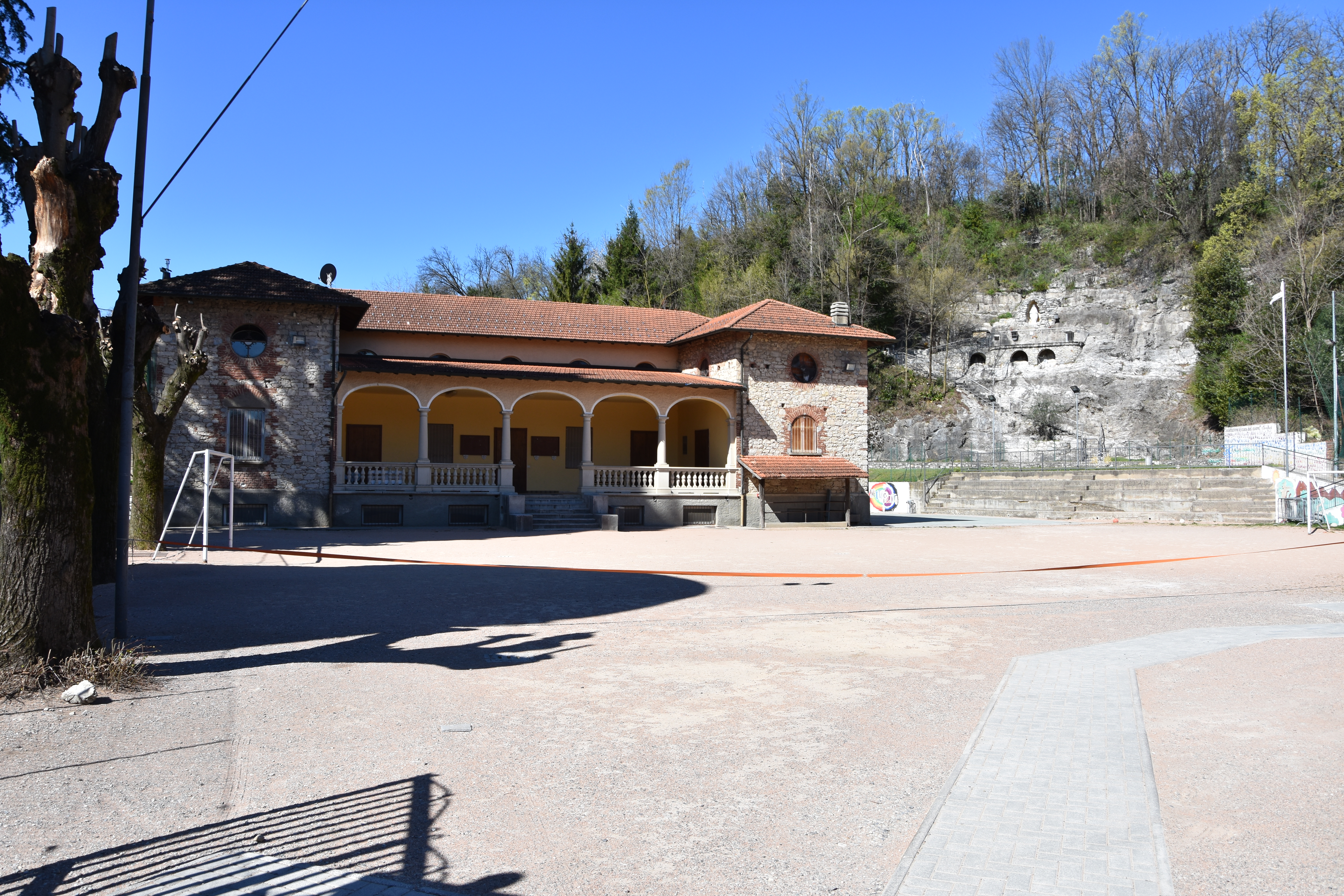
L'oratorio
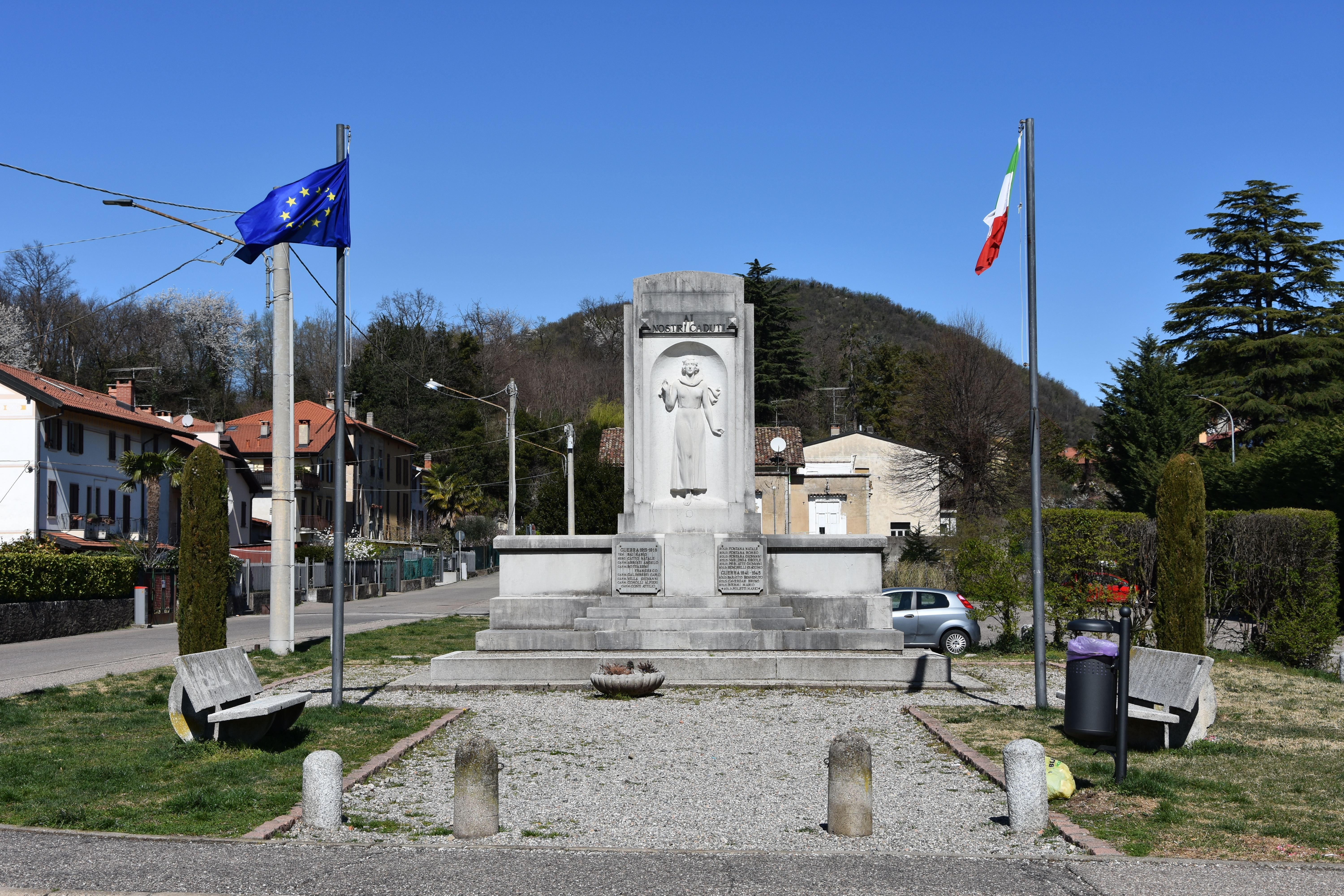
Il monumento ai caduti
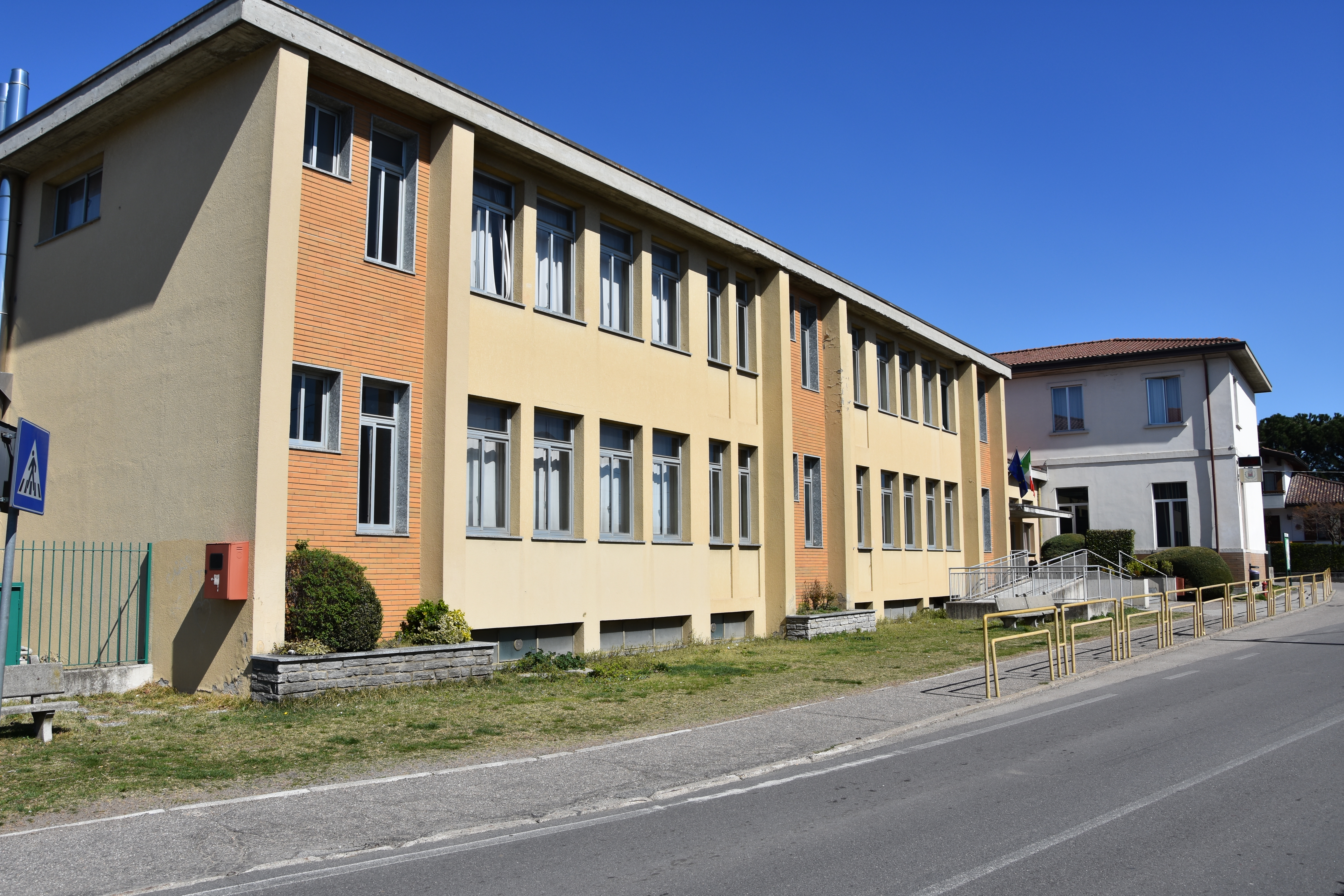
La scuola elementare "S. Francesco"